# (523635) 2010 DN93
2010 دي أن 93 (ويعرف أيضًا باسم (523635) 2010 دي أن 93 وفق تسمية الكوكب الصغير) (بالإنجليزية: 2010 DN93)‏ هو كويكب ضمن حزام الكويكبات؛ وترتيبه 523635 من حيث الاكتشاف.
اكتُشف هذا الجُرم الفلكي بواسطة مقراب بان ستارز في 2010.

## وصلات خارجية
- (523635) 2010 DN93 في قاعدة بيانات مختبر الدفع النفاث لأجرام النظام الشمسي الصغيرة

- الاكتشاف · مخطط المدار ·  العناصر المدارية · المعلمات المادية

- (523635) 2010 DN93 على موقع ويكي سكاي: DSS2, SDSS, GALEX, IRAS, Hydrogen α, X-Ray, Astrophoto, Sky Map, Articles and images

قالب:الكواكب الصغيرة: 523001–524000